# 제이크 로버츠 (영화 편집자)
제이크 로버츠(중국어: Jake Roberts, 1977년 6월 26일 ~ )는 영국의 영화 편집자이다.  영화 《시타델》 (2012), 《스타드 업》 (2013), 《라이엇 클럽》 (2014), 《브루클린》 (2015)에서 편집을 담당했다. 《로스트 인 더스트》 (2016)로 89회 아카데미 시상식 편집상 후보와 인디펜던트 스피릿 어워드 편집상 후보에 올랐다.

## 필모그래피

### 편집자
- 《에이리언: 로물루스》 (2024)
- 《시빌 워: 분열의 시대》 (2024)
- 《멘》 (2022)
- 《아웃로 킹》 (2018)
- 《히트맨의 보디가드》  (2017)
- 《우리를 침범하는 것들》 (2016)
- 《로스트 인 더스트》 (2016)
- 《프레셔》 (2015)
- 《브루클린》 (2015)
- 《라이엇 클럽》 (2014)
- 《스타드 업》 (2013)

## 수상
| 년도 | 상                               | 범주                   | 지명된 작품              | 결과 |
| ---- | -------------------------------- | ---------------------- | ------------------------ | ---- |
| 2024 | 미국 영화 편집자상               | 드라마 부문 편집상     | 《시빌 워: 분열의 시대》 | 미정 |
| 2016 | 아카데미상                       | 편집상                 | 《로스트 인 더스트》     | 후보 |
| 2016 | 미국 영화 편집자상               | 드라마 부문 편집상     | 《로스트 인 더스트》     | 후보 |
| 2016 | 센트럴 오하이오 영화 비평가 협회 | 편집상                 | 《로스트 인 더스트》     | 후보 |
| 2016 | 인디펜던트 스피릿 어워드         | 편집상                 | 《로스트 인 더스트》     | 후보 |
| 2016 | 샌디에이고 영화 비평가 협회상    | 편집상                 | 《로스트 인 더스트》     | 후보 |
| 2016 | 샌프란시스코 영화 비평가 협회    | 편집상                 | 《로스트 인 더스트》     | 후보 |
| 2016 | 시애틀 영화 비평가상             | 편집상                 | 《로스트 인 더스트》     | 후보 |
| 2014 | 아일랜드 영화 및 텔레비전 어워드 | 편집상(영화/TV 드라마) | 《스타드 업》            | 수상 |